# Qualificazioni al campionato mondiale femminile di pallavolo 2014 (AVC)
Le qualificazioni per il campionato mondiale femminile di pallavolo 2014 dell'Asia e Oceania mettono in palio 4 posti. Delle 65 squadre asiatiche e oceaniche appartenenti alla AVC e aventi diritto di partecipare alle qualificazioni, ne partecipano 16.

## Squadre partecipanti
- Australia
- Birmania
- Cina
- Corea del Nord (ritirata)

- Corea del Sud
- Filippine
- Giappone
- Hong Kong

- India
- Indonesia
- Kazakistan
- Nuova Zelanda

- Taipei cinese
- Thailandia
- Uzbekistan
- Vietnam

## Turno zonale

### Centro
- Luogo:  Nakhon Pathom
- Date: 26 giugno 2013

### Est
- Luogo:  Taipei
- Date: 28 giugno 2013

### Sud-est
- Luogo:  Khe Sanh
- Date: 14-16 giugno 2013

## Turno finale
- Giappone
- Cina
- Corea del Sud
- Thailandia
- Kazakistan

- Australia
- Nuova Zelanda
- India
- Taipei cinese
- Vietnam

### Girone A
- Luogo:  Komaki
- Date: 4-8 settembre 2013

### Girone B
- Luogo:  Chenzhou
- Date: 27 settembre - 1º ottobre 2013